# Jeremy Davis
Jeremy Clayton Davis est né le 8 février 1985 à North Little Rock dans l'Arkansas.

## Biographie
Il était le bassiste du groupe de musique américain Paramore. Il a commencé à jouer de la musique à l'âge de 11 ans.
Il a été influencé (musicalement) par Victor Wooten et Marcus Miller.
Il quitte le groupe américain Paramore le 15 décembre 2015.

### Vie privée
Il s'est marié le 30 septembre 2011 à Kathryn Camsey, avec qui il est parent d'une fille, Bliss Belle Buttercup Davis, née le 28 décembre 2013 en Angleterre.